# Corneliskondre
Corneliskondre – wieś w Surinamie, w dystrykcie Sipaliwini, położona nad rzeką Wayombe.
Osada zamieszkana jest przez Karibów (w latach 50. XX wieku populacja wynosiła około 200).